# Vrydagzynea kerintjiensis
Vrydagzynea kerintjiensis är en orkidéart som beskrevs av Johannes Jacobus Smith. Vrydagzynea kerintjiensis ingår i släktet Vrydagzynea och familjen orkidéer. Inga underarter finns listade i Catalogue of Life.